# El Universo (Guayaquil)
El Universo es un diario matutino ecuatoriano fundado en 1921 y publicado en la ciudad de Guayaquil. Este diario es actualmente el más importante de la ciudad y uno de los más grandes del país. El Universo es propiedad de la Compañía Anónima El Universo y a su vez, es editado por Grupo El Universo. El director de la compañía es Carlos Pérez Barriga, cuya familia ha controlado el periódico desde su fundación. Los otros directivos son César Pérez Barriga, Subdirector; y Nicolás Pérez Lapentti, Subdirector de Nuevos Medios. 
Diario El Universo es un periódico independiente y pluralista, cuya principal misión es informar  sobre lo acontecido en la ciudad, en el país y en el mundo. 
La naturaleza del diario es informar, los textos de las diversas secciones no contienen la opinión de los directores del Diario, ni de sus redactores. La opinión de El Universo está expresada únicamente en el editorial.
En El Universo se trabaja sin compromiso político, social, económico, laboral o comercial o de cualquier índole que pudiera interferir con el derecho primordial del lector a conocer la verdad.
En los últimos años, El Universo ha estado en la palestra pública internacional debido a que ha enfrentado fuertes críticas por manipulación de información y hasta un proceso judicial instaurado por el presidente de Ecuador, Rafael Correa.
El Universo fue fundado por Ismael Pérez Pazmiño y su primer ejemplar se editó el 16 de septiembre de 1921, bajo el lema: "Por el Ecuador libre, próspero, indivisible y fuerte en la unión y el patriotismo de sus hijos". En la actualidad, es miembro de la Asociación Ecuatoriana de Editores de Periódicos (conocido mejor por su acrónimo, AEDEP), de la Sociedad Interamericana de Prensa, y de la WAN.
Actualmente, Grupo El Universo emite sus publicaciones en sus ediciones impresas diarias y en digital a través de su sitio web.

## Historia
Diario El Universo se ha desarrollado de acuerdo a los cambios tecnológicos y periodísticos, sociales, culturales y religiosos; cambios que han exigido variantes en su infraestructura. Una de ellas ha sido en la de su sede. En nueve décadas, El Universo se ha producido en cuatro locales distintos, cada uno adecuado a su tiempo y a su realidad.

### La primera sede: 1921
Su primera sede estuvo ubicada en Guayaquil, en la calle Chimborazo 1310 (actual 206), entre las calles Vélez y Luque. Ocupaba la planta baja de la propiedad del empresario y bombero guayaquileño Asisclo G. Garay Portocarrero.
En las primeras horas del viernes 16 de septiembre de 1921 salieron desde allí los presurosos canillitas -nombre como se les conoce a los vendedores ambulantes de periódicos- que voceaban: "¡El Universo!, ¡El Universo!".

### Segunda casa: 1924
En este año, el matutino se trasladó a la casa de la esquina noroeste de Boyacá 1714 y Sucre, propiedad de Ismael Pérez Pazmiño.
De igual manera, por el incremento de sus talleres de impresión, fotograbado y la incorporación de nuevos colaboradores en su Redacción, fueron habilitados casi todos los departamentos y altillos de la casa, que también era ocupada por los miembros de la familia del director-fundador.

### Tercera ubicación: 1932
Cuando en abril de ese año concluyeron las gestiones de compra que realizó Ismael Pérez Castro, por la ausencia de su progenitor de gira por Europa, El Universo se inauguró en las instalaciones del templo masón ubicado en Escobedo 1204 y Avenida Nueve de Octubre, en el que permaneció casi 62 años.

### Sede definitiva: 1993
La casa definitiva del Diario está ubicada en la avenida Domingo Comín y Ernesto Albán Mosquera, al sur de Guayaquil.
El edificio que acoge los diversos departamentos que hacen que EL UNIVERSO, igualmente aloja la rotativa Goss Headliner Offset, que es una de las más modernas de Latinoamérica por su capacidad de impresión a todo color.

## Controversias

### Juicio de Presidente Correa
El 22 de marzo del 2011, el presidente de Ecuador, Rafael Correa, interpone una demanda a título personal contra tres directivos del diario El Universo, por una columna que el entonces jefe de opinión del diario El Universo, Emilio Palacio, publica el 6 de febrero de 2011. Titulada ‘No a las mentiras‘, dice que Correa podría ser llevado a una corte penal al “haber ordenado fuego a discreción y sin previo aviso contra un hospital lleno de civiles y gente inocente”, el 30 de septiembre de 2010, durante una sublevación policial en Ecuador.
20 de julio de 2011. Un juez de primera instancia dicta una condena de tres años de prisión y a un pago de 30 millones de dólares a Palacio y los hermanos Carlos, César y Nicolás Pérez, y de 10 millones de dólares contra la compañía anónima El Universo. 
21 de julio de 2011.Human Rights Watch, Committee to Protect Journalists (Comité para la Protección de los Periodistas), Sociedad Interamericana de Prensa, la Asociación Internacional de Radiodifusión y otras asociaciones de prensa condenan la sentencia. En septiembre, un tribunal reafirma la sentencia por dos votos a favor y una abstención.
25 de octubre de 2011. El Gobierno de Rafael Correa mantiene que no hay violaciones a la libertad de prensa en Ecuador ante la Comisión Interamericana de Derechos Humanos, en una audiencia en la que grupos de periodistas denuncian presión por parte del Ejecutivo, “estigmatización” y ataques “sistemáticos”.
23 de enero de 2012. El director de El Universo, Carlos Pérez Barriga, ofrece dar las disculpas requeridas por el mandatario para retirar la demanda, a cambio de ciertas condiciones.
14 de febrero de 2012. La magistrada Mónica Encalada dice en una declaración ante la Fiscalía que el juez Juan Paredes, que firmó el fallo de primera instancia, le reveló que su autor real era Gutemberg Vera, un abogado de Correa. También le dijo, según ella, que ese letrado ofrecía dinero al magistrado que se encargara del Caso El Universo.
16 de febrero de 2012. Tras una audiencia de más de 13 horas, la Corte Nacional de Justicia confirma la condena a un pago de 30 millones de dólares y tres años de cárcel para cada uno de los condenados: Emilio Palacio y los hermanos Carlos, César y Nicolás Pérez. La Compañía Anónima El Universo ha sido condenada a pagar 10 millones de dólares.
La Dra. Nila Velázquez fue nombrada directora encargada del rotativo, desde el 17 de febrero de 2012, a raíz de la ratificación de una sentencia contra los tres directivos principales de El Universo, que determina prisión de 3 años y una multa de 40 millones de dólares por un proceso penal por injurias calumniosas instaurado por el presidente de Ecuador, Rafael Correa. Ella dejó la dirección del rotativo en el mes de junio de 2012. En última instancia el presidente Rafael Correa ha desistido de la demanda y ha "perdonado" a los sentenciados.
El 31 de julio de 2012, la Universidad de Columbia anunció en la edición 74 del premio María Moors Cabot una Mención Especial para Diario EL UNIVERSO por su lucha para mantener el derecho de los periodistas a hablar y mantener una sociedad democrática en Ecuador.
En febrero de 2012, la Comisión Interamericana de Derechos Humanos pidió al gobierno ecuatoriano la suspensión de la condena contra diario El Universo y Emilio Palacio tras una petición realizada por el periódico, aseverando en el comunicado que lo hacía para garantizar el derecho a la libertad de expresión. El presidente Correa calificó la petición como "un total disparate" y se negó a acatarla. Días más tarde, más de cien escritores españoles y latinoamericanos firmaron un manifiesto apoyando a Emilio Palacio y calificando las actuaciones del presidente Correa como un abuso de poder.
El 27 de febrero de 2012, el presidente Correa anunció en un discurso a la nación que perdonaría a diario El Universo, de este modo desistiendo del juicio contra el diario y contra Emilio Palacio. También aseguró que se habían cumplido los tres objetivos que tenía cuando entabló la demanda: demostrar que el diario mentía, evidenciar que los medios son responsables por las opiniones vertidas por los periodistas de los mismos y hacer que la ciudadanía perdiera el miedo a demandar a los medios de comunicación.

## La Compañía
Diario El Universo fue fundado 14 de agosto de 1923 Al 31 de enero de 2009 la compañía posee un total de USD 14,290,000.00 en capital suscrito.

## Ediciones impresas

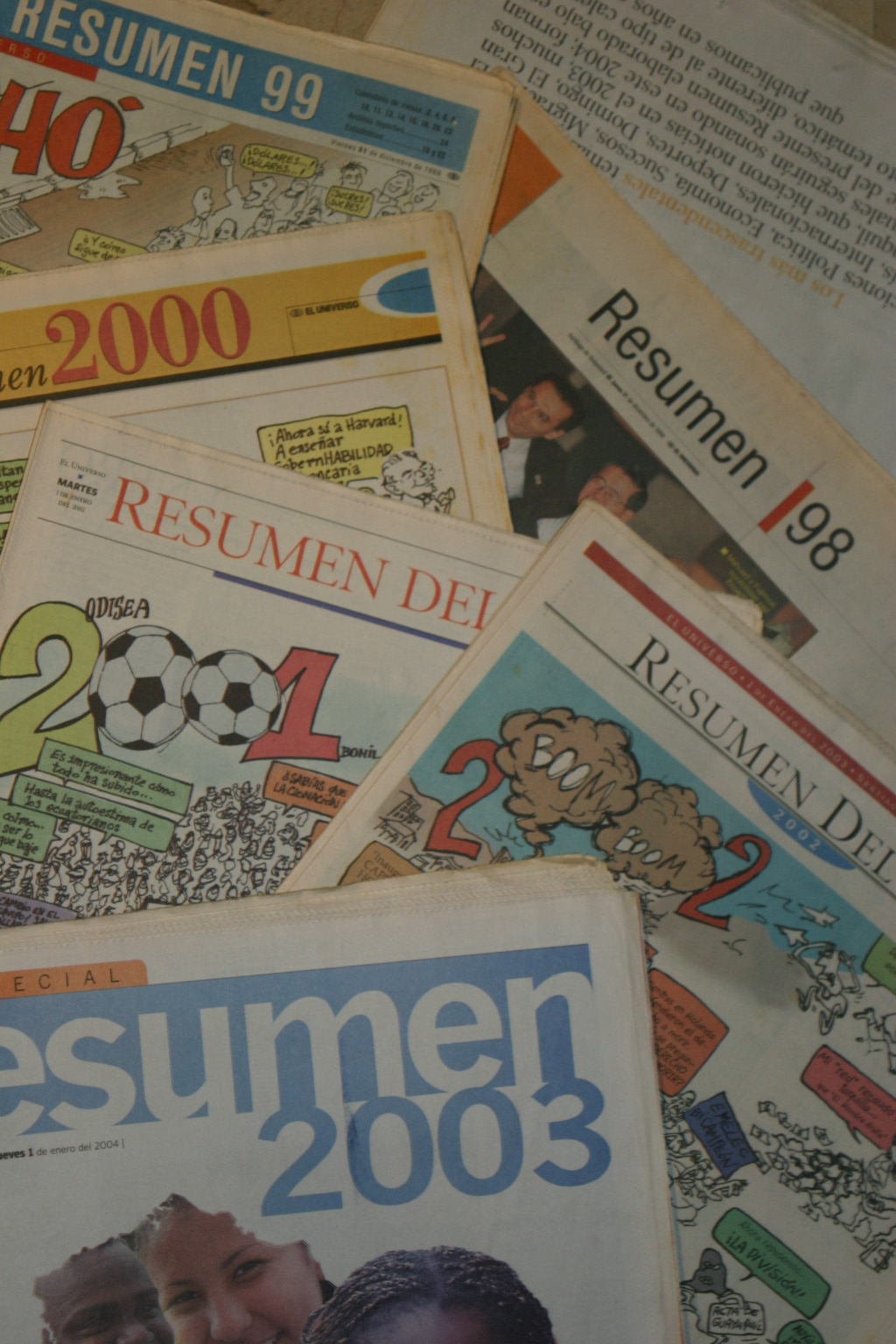
Resúmenes de fin de año de El Universo

Diario EL UNIVERSO entrega 3 cuadernillos en su edición de lunes a domingo, con un total de nueve secciones.

### Secciones
- Actualidad
- Mundo
- Economía y Negocios
- El País
- Opinión
- Lectores
- Seguridad
- Cantones
- Gran Guayaquil
- Marcador
- Vida y Estilo

### Suplementos
El Universo incluye varios suplementos:
- Primer viernes de cada mes: Sambo[10] para mujeres jóvenes y adultas que buscan estar al día en temas de salud, belleza, moda, gastronomía, decoración y más. Circula mensualmente para suscriptores del área de Samborondón y vía a la Costa.
- Los sábados: Revista infantil Mi Mundo.
- Los domingos: La Revista,[11]  suplemento dominical para jóvenes y adultos con temas variados. Presenta artículos de moda, belleza, cocina, decoración, arquitectura, turismo nacional e internacional, recomendaciones en el área de salud, consejos, reportajes para la familia, tecnología y más. Circula los domingos.
- Los jueves: se editan y entregan los suplementos gratuitos VIVA, que se reparten en las zonas de Samborondón, ciudadelas Urdesa, Kennedy, La Garzota, La Alborada.
- Cada año nuevo, El Universo publica un informe llamado Resumen de Fin de Año a manera de compendio sobre el acontecer nacional e internacional, con noticias que se destacaron a lo largo del año, publicándose el 1 de enero de cada año.

## Concurso Nacional de Poesía Ismael Pérez Pazmiño
El "Concurso Nacional de Poesía Ismael Pérez Pazmiño" fue creado por El Universo en 1959, bautizado en honor al fundador y primer director del diario. De 1959 a 1975 se realizó de forma anual, luego pasó a la modalidad bienal. El concurso fue pausado luego de su edición de 1996.
En 2016 fue relanzado en su vigésima séptima edición, con el apoyo del Municipio de Guayaquil y la Sociedad Iberoamericana de Poetas, Escritores y Artistas.
Entre las personalidades que han servido como jurado del concurso se cuenta al expresidente de la república Carlos Alberto Arroyo del Río, la activista feminista Rosa Borja de Icaza, el poeta Alejandro Carrión, entre otros.
| Ganadores del Concurso Nacional de Poesía Ismael Pérez Pazmiño | Ganadores del Concurso Nacional de Poesía Ismael Pérez Pazmiño | Ganadores del Concurso Nacional de Poesía Ismael Pérez Pazmiño |
| Edición                                                        | Año                                                            | Ganadores |
| -------------------------------------------------------------- | -------------------------------------------------------------- | --- |
| I                                                              | 1959                                                           | 1. Sinfonía de los antepasados de Hugo Salazar Tamariz 2. Boletín y elegía de las mitas de César Dávila Andrade 3. Caballo en desnudo de Hugo Mayo                                |
| XXVI                                                           | 1996                                                           | 1. Beberás de estas aguas de Ángel Emilio Hidalgo Relincha el sol de Euler Granda (ex aequo) 2. Plumas de Carlos Béjar Portilla 3. Vida póstuma de Jorge Martillo Monserrate      |
| XXVII                                                          | 2016                                                           | 1. Tratado de los bordes o cercenación del estero de María Paulina Briones 2. Inventario-Escrituras de viaje de Gabriela Ruiz 3. La terrena y sideral estancia de Patricio Carpio |